# Шехтман Малка Йосипівна
Малка Йосипівна Шехтман (на івриті публікувалася під псевдонімом М. Бат-Хама; 1898, (1898 , Волинська губернія  — 25 березня 1979 , Чернівці ) — єврейська радянська поетеса та театральна діячка. Писала на івриті. Рідна сестра художника Мануїла Шехтмана.

## Біографія
Малка Шехтман виросла в родині в селі Липники на Волині, де діти говорили з батьком на івриті, а з матір'ю — на їдиші. Під впливом двоюрідного брата П. Гінзбурга (1894–1947), згодом ізраїльського поета, драматурга та перекладача, рано почала писати вірші.
У 1921 році Малка Шехтман переїхала до Києва і вступила на театральні курси «Оманут» з викладанням на івриті, а після їх закриття перейшла на театральні курси з викладанням на їдиш. Давала приватні уроки івриту, які припинила після гонінь на сіоністів, що посилилися.
У Києві Малха Шехтман приєдналася до підпільної групи літераторів, які писали на івриті і випускали на гектографі свої твори, які потім потрапили до Ерец-Ісраель і з'явилися у пресі. Вперше вірш Бат-Хами «Хава» (Єва) було опубліковано в журналі «Ха-Шилоах» (1918), потім її вірші друкувалися в часописі «Хедім» (№ 3, 1924), літературному додатку до газети «Давар» (1925) та інших виданнях. М. Шехтман брала участь також у ленінградській літературній групі «Октобраїм івріїм» (Івритські октябристи) та її поетичному збірнику «Берешит» (Спочатку, Л., 1926) — одному з двох останніх художніх видань на івриті в СРСР. Майже всі твори Бат-Хами цього періоду увійшли до антології під редакцією І. Гілбоа (1918–1981) « Гехалі лохашот» (Тліюче вугілля, Тель-Авів, 1954) — збірка віршів та оповідань, написаних в Радянському Союзі на івриті та їдиші.
Лірична героїня Бат-Хами — жінка непокірна, то жорстка, то кокетлива, її незалежність оплачена самотністю (вірш «Бат-хефкер» — «Нічійна», 1924). У віршах, написаних на сефардському івриті Ерец-Ісраель, поєднуються розмовна інтонація, пишна риторика та салонні образи. У вірші «Меха'а» («Протест», 1926) Бат-Хама у стилі російської революційної поезії обрушує прокляття на погромників — антисемітів.
Навчалася у театральному технікумі, потім — у Театральному інституті у Києві на режисерському відділенні єврейського факультету, де викладав Давид Гофштейн. Якийсь час Малка Шехтман працювала у нього секретарем, потім працювала у київському радіокомітеті диктором єврейського радіо.
Головний режисер Київського державного єврейського театру імені Шолом-Алейхема (Київський ДЕРЄТ) Б. Ворошилов (1893—1957) запросив Малку Шехтман на посаду помічника режисера, а згодом призначив її також керівником театрального хору. У роки німецько-радянської війни М. Шехтман разом із театром евакуювалася до Середньої Азії, звідти трупа переїхала до Чернівців; 1950 року театр було ліквідовано.
У 1937 році Малка Шехтман спалила товстий зошит з невиданими віршами, а в 1948 році, після арешту Давида Гофштейна, з яким вона багато років листувалася і з дружиною якого, Фейгою, товаришувала, знищила всі, що стосуються єврейської культури, папери і книги. Лише в середині 1970-х років Фейга Гофштейн, яка жила в Тель-Авіві, розшукала поетесу і відновила зв'язок з нею. Малка Шехтман пересилала свої пізні вірші до Ізраїлю. Так вони опинилися в архівах літературознавця І. Гілбоа та лексикографа Г. Креселя (1911–1986). У пізніх поезіях Бат-Хами переважають автобіографічні мотиви. Поряд з цим є вірші про любов до єврейського народу та Ізраїлю, про Бабин Яр та Катастрофу (Голокост).